# Thomas Neill
Thomas Neill (* 9. Juni 2002 in Hongkong) ist ein australischer Schwimmer. Er erhielt bei Olympischen Spielen zwei Bronzemedaillen, bei Weltmeisterschaften erschwamm er einmal Bronze auf der 50-Meter-Bahn und dreimal Silber auf der 25-Meter-Bahn.

## Sportliche Karriere
Bei den Juniorenweltmeisterschaften 2019 in Ungarn gewann Neill über 400 Meter Freistil die Silbermedaille hinter dem Ungarn Gábor Zombori. Danach wurde er mit der 4-mal-100-Meter-Freistilstaffel Sechster, genau wie über 200 Meter Freistil. Über 800 Meter Freistil und mit der 4-mal-200-Meter-Freistilstaffel erkämpfte Neill die Bronzemedaille. Über 1500 Meter Freistil wurde er Zweiter hinter dem Kroaten Franko Grgić.
Wegen der COVID-19-Pandemie fanden die Olympischen Spiele in Tokio erst 2021 statt. Über 200 Meter Freistil erreichte Neill das Halbfinale, während sein Landsmann Elijah Winnington bereits im Vorlauf ausschied. Im Halbfinale schwamm Neill die neuntbeste Zeit und verfehlte den Finaleinzug um 0,04 Sekunden. In der 4-mal-200-Meter-Freistilstaffel schwammen Alexander Graham, Mack Horton, Elijah Winnington und Zac Incerti die zweitschnellste Vorlaufzeit. Im Finale siegten die Briten vor den Russen. Mit 0,03 Sekunden Rückstand auf die Russen erreichten Alexander Graham, Kyle Chalmers, Zac Incerti und Thomas Neill das Ziel. Alle sechs beteiligten Australier erhielten eine Bronzemedaille. Thomas Neill trat in Tokio auch über 1500 Meter Freistil an. Er erzielte die 16. Vorlaufzeit, nur die besten acht Schwimmer erreichten das Finale.
Ende 2022 bei den Kurzbahnweltmeisterschaften 2022 in Melbourne siegte die italienische 4-mal-100-Meter-Freistilstaffel mit fast zwei Sekunden Vorsprung vor der australischen Mannschaft mit Flynn Southam, Matthew Temple, Thomas Neill und Kyle Chalmers. Im Vorlauf war Shaun Champion für Chalmers geschwommen. Über 400 Meter Freistil siegte Kieran Smith aus den Vereinigten Staaten mit 0,67 Sekunden vor Thomas Neill, der seinerseits über eine Sekunde vor dem drittplatzierten Litauer Danas Rapšys anschlug. Die australische 4-mal-200-Meter-Freistilstaffel mit Clyde Lewis, Flynn Southam, Stuart Swinburn und Brendon Smith schwamm die viertschnellste Vorlaufzeit. Im Finale waren Thomas Neill, Kyle Chalmers, Flynn Southam und Mack Horton über acht Sekunden schneller als die Vorlaufstaffel und wurden Zweite hinter dem US-Quartett. Schließlich belegte Neill den fünften Platz über 200 Meter Freistil.
2023 wurde Thomas Neill australischer Meister über 200 Meter Lagen. Bei den Weltmeisterschaften in Fukuoka schied Neill sowohl über 200 Meter Lagen als auch über 400 Meter Lagen vorzeitig aus. Die 4-mal-200-Meter-Freistilstaffel mit Kai Taylor, Kyle Chalmers, Alexander Graham und Thomas Neill erkämpfte die Bronzemedaille hinter den Briten und dem US-Team. Im Vorlauf waren Flynn Southam und Elijah Winnington geschwommen.
Bei den Olympischen Spielen 2024 in Paris schied Neill über 200 Meter Freistil und über 200 Meter Lagen im Halbfinale aus. Die 4-mal-200-Meter-Freistilstaffel mit Kai Taylor, Zac Incerti, Flynn Southam und Thomas Neill erreichte das Finale mit der viertschnellsten Vorlaufzeit. Im Finale waren Maximillian Giuliani, Flynn Southam, Elijah Winnington und Thomas Neill fast vier Sekunden schneller als die Vorlaufstaffel und wurden Dritte hinter den Staffeln aus dem Vereinigten Königreich und den Vereinigten Staaten.